# RFS
RFSとは、海上保安庁が使用する射撃指揮システム（FCS）の一種である。日本語では目標追尾型遠隔操縦機能、目標自動追尾機能などと表記される。
Remote Firing Systemの頭文字を取った頭字語であり、英訳もその通りであるが、英語表記とは異なり単なる遠隔射撃装置ではなく、目標追尾・外部環境による修正等を行うFCSの一種である。主にJM61-RFS 20mm多銃身機銃と連動して使用されているが、かがゆき型巡視艇の4番艇以降では、GAU-19 12.7mm多銃身機銃と連動させて搭載された。海上保安庁の20mm機関砲は、曳光弾をフルオートと数発ごとのバーストで射撃することができる。弾はベルト給弾で装填され、発射後の薬莢は容器に回収する。
海上保安庁では簡易的なシステムであるとしているが、あくまでボフォースMk.3 40mm機関砲に使用している「海上保安庁のFCS」と比較した場合に、最大対処距離や演算能力の面で簡易的なシステムであるとの位置づけであり、九州南西海域工作船事件では、3メートル以上のうねりがあるという厳しい海象状況の中でも十分な命中精度を発揮した。不審船対策として、旧来の手動型機関砲・機関銃からの更新が進められている。
RFSを使用する際は、ビデオカメラおよび赤外線採証装置による証拠映像の撮影も並行して行われる。

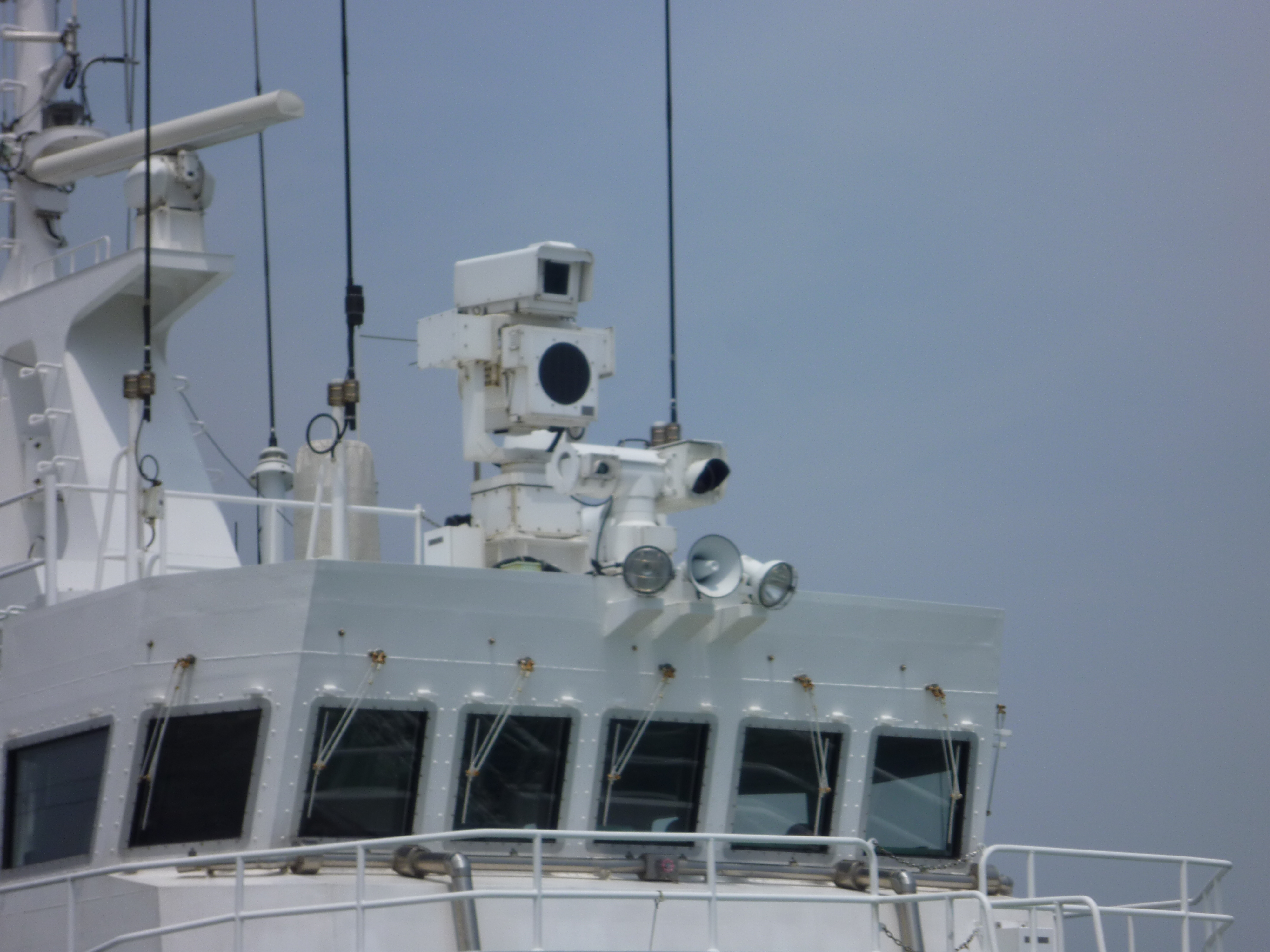
「つくば」搭載のRFS光学方位盤（前）および赤外線捜索監視装置（後）。
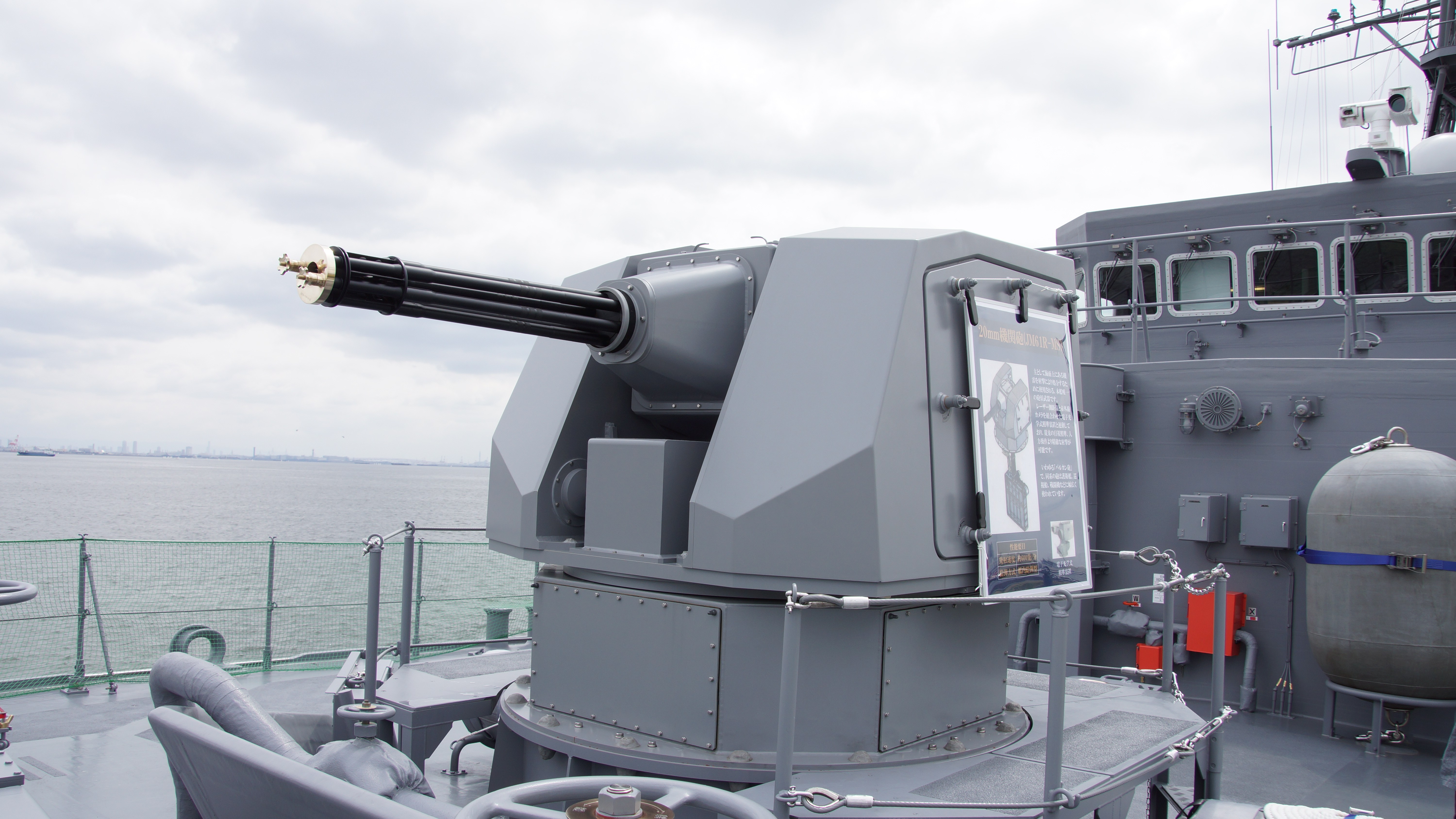
海上自衛隊の掃海艦「あわじ」搭載のJM61R-MS 20mm機関砲。写真右上のRFSと連動している。